# David Carradine
David Carradine (născut John Arthur Carradine; n. 8 decembrie 1936, Hollywood, California - d. 3 iunie 2009, Bangkok) a fost un actor american și artist marțial, cunoscut pentru interpretarea rolului cântărețului de muzică folk, Woody Guthrie, din filmul Adevărata glorie (1976), cât și rolurile sale din filmele Kung Fu și Kill Bill. Actor prolific, David Carradine a apărut în peste 100 de filme și a fost nominalizat de patru ori la Globul de Aur. Ultima nominalizare a fost pentru rolul de titlu în filmul lui Quentin Tarantino, Kill Bill.

## Filmografie

### Film
| An   | Titlu                                              | Rol                                          | Note                             |
| ---- | -------------------------------------------------- | -------------------------------------------- | -------------------------------- |
| 1965 | Taggart                                            | Cal Dodge                                    |                                  |
| 1966 | Too Many Thieves                                   | Felix                                        |                                  |
| 1967 | The Violent Ones                                   | Lucas Barnes                                 |                                  |
| 1969 | Heaven with a Gun                                  | Coke Beck                                    |                                  |
| 1969 | Young Billy Young                                  | Jesse Boone                                  |                                  |
| 1969 | The Good Guys and the Bad Guys                     | Waco                                         |                                  |
| 1970 | The McMasters                                      | White Feather                                |                                  |
| 1970 | Macho Callahan                                     | David Mountford                              |                                  |
| 1971 | Maybe I'll Come Home in the Spring                 | Flack                                        |                                  |
| 1972 | Boxcar Bertha                                      | 'Big' Bill Shelly                            |                                  |
| 1973 | The Long Goodbye                                   | Dave / Socrates – Marlowe's Cellmate         | Necreditat                       |
| 1973 | Mean Streets                                       | Drunk                                        |                                  |
| 1975 | Death Race 2000                                    | Frankenstein                                 |                                  |
| 1975 | You and Me                                         | Zeto                                         | De asemenea și regizor           |
| 1976 | Cannonball                                         | Coy 'Cannonball' Buckman                     |                                  |
| 1976 | Adevărata glorie                                   | Woody Guthrie                                |                                  |
| 1977 | The Serpent's Egg                                  | Abel Rosenberg                               |                                  |
| 1977 | Thunder and Lightning                              | Harley Thomas                                |                                  |
| 1978 | Deathsport                                         | Kaz Oshay                                    |                                  |
| 1978 | Circle of Iron                                     | The Blind Man / Monkeyman / Death / Changsha |                                  |
| 1978 | Gray Lady Down                                     | Capt. Gates                                  |                                  |
| 1979 | Fast Charlie... the Moonbeam Rider                 | Charlie Swattle                              |                                  |
| 1980 | The Long Riders                                    | Cole Younger                                 |                                  |
| 1980 | Cloud Dancer                                       | Brad Randolph                                |                                  |
| 1982 | Q                                                  | Detective Shepard                            | aka Serpent & The Winged Serpent |
| 1982 | Trick Or Treats                                    | Richard                                      |                                  |
| 1982 | Safari 3000                                        | Eddie Mills                                  |                                  |
| 1983 | Lone Wolf McQuade                                  | Rawley Wilkes                                |                                  |
| 1983 | Americana                                          | American Soldier                             | De asemenea și regizor           |
| 1984 | The Warrior and the Sorceress                      | Kain                                         |                                  |
| 1984 | Downstream                                         | Bryant                                       |                                  |
| 1986 | P.O.W. The Escape                                  | Col. James Cooper                            | aka Behind the Enemy Lines       |
| 1986 | Armed Response                                     | Jim Roth                                     |                                  |
| 1987 | Frontul terorii                                    | Col Von Weisshagen                           |                                  |
| 1988 | Tropical Snow                                      | Oskar                                        |                                  |
| 1988 | I Saw What You Did                                 | Stephen                                      |                                  |
| 1988 | Run for Your Life                                  | Major Charles Forsythe                       |                                  |
| 1989 | Night Children                                     | Max                                          |                                  |
| 1989 | Sonny Boy                                          | Pearl                                        |                                  |
| 1989 | Crime Zone                                         | Jason                                        |                                  |
| 1989 | Future Force                                       | John Tucker                                  |                                  |
| 1990 | Sundown: The Vampire in Retreat                    | Jozek Mardulak / Count Dracula               |                                  |
| 1990 | Future Zone                                        | John Tucker                                  |                                  |
| 1990 | Bird on a Wire                                     | Sorenson                                     |                                  |
| 1991 | Karate Cop                                         | Dad                                          |                                  |
| 1991 | Martial Law                                        | Dalton Rhodes                                |                                  |
| 1992 | Double Trouble                                     | Mr. C                                        |                                  |
| 1992 | Evil Toons                                         | Gideon Fisk                                  |                                  |
| 1992 | Roadside Prophets                                  | Othello                                      |                                  |
| 1992 | Waxwork II: Lost in Time                           | The Beggar                                   |                                  |
| 1998 | The New Swiss Family Robinson                      | Sheldon Blake                                |                                  |
| 1998 | Păstorul                                           | Ventrilocul                                  |                                  |
| 1998 | An American Tail: The Treasure of Manhattan Island | Chief Wulisso (voce)                         |                                  |
| 1998 | The New Swiss Family Robinson                      | Sheldon Blake                                |                                  |
| 1999 | American Reel                                      | James Lee Springer                           |                                  |
| 2000 | Down 'n Dirty                                      | Gil Garner                                   |                                  |
| 2002 | Balto II: Wolf Quest                               | Nava the Wolf Shaman (voice)                 |                                  |
| 2003 | Kill Bill: Volume 1                                | Bill                                         |                                  |
| 2004 | Kill Bill: Volume 2                                | Bill                                         |                                  |
| 2004 | Hair High                                          | Mr. Snerz (voce)                             |                                  |
| 2004 | Dead & Breakfast                                   | Mr. Wise                                     |                                  |
| 2004 | Pe urmele dragonului de jad                        | Grand Master                                 |                                  |
| 2005 | Brothers in Arms                                   | Driscoll                                     |                                  |
| 2006 | The Last Sect                                      | Van Helsing                                  |                                  |
| 2007 | Homo Erectus                                       | Mookoo                                       |                                  |
| 2007 | Epic Movie                                         | The Curator                                  |                                  |
| 2007 | Fall Down Dead                                     | Wade                                         |                                  |
| 2007 | Camille                                            | Cowboy Bob                                   |                                  |
| 2007 | How to Rob a Bank                                  | Nick                                         |                                  |
| 2007 | Fuego                                              | Lobo                                         |                                  |
| 2008 | Big Stan                                           | The Master                                   |                                  |
| 2008 | Richard III                                        | Buckingham                                   |                                  |
| 2008 | Hell Ride                                          | The Deuce                                    |                                  |
| 2008 | Last Hour                                          | Detective Mike Stone                         |                                  |
| 2008 | Death Race                                         | Frankenstein (voce)                          |                                  |
| 2008 | Archie's Final Project (My Suicide)                | Vargas                                       |                                  |
| 2008 | Kandisha                                           | The American                                 |                                  |
| 2008 | The Golden Boys                                    | Captain Zeb                                  |                                  |
| 2009 | Absolute Evil                                      | Raf McCane                                   |                                  |
| 2009 | Crank: High Voltage                                | Poon Dong                                    |                                  |
| 2009 | Road of No Return                                  | Mr. Hover                                    |                                  |
| 2009 | The Rain                                           | Clive Jonis                                  |                                  |
| 2009 | Bad Cop                                            | Detective Humes                              |                                  |
| 2009 | All Hell Broke Loose                               | Ian McHenry                                  |                                  |
| 2010 | True Legend                                        | Anton                                        |                                  |
| 2010 | Autumn                                             | Phillip                                      |                                  |
| 2010 | Money to Burn                                      | Klau                                         |                                  |
| 2010 | Detention                                          | Principal Hoskins                            |                                  |
| 2011 | Stretch                                            | Monteiro                                     |                                  |
| 2012 | Eldorado                                           | The Spirit Guide                             |                                  |
| 2012 | Night of the Templar                               | Shopkeeper                                   |                                  |

### Televiziune
| An        | Titlu                                              | Rol                                  | Note                                                   |
| --------- | -------------------------------------------------- | ------------------------------------ | ------------------------------------------------------ |
| 1963      | East Side/West Side                                | Hal Sewoski                          | 1 episod                                               |
| 1964      | The Virginian                                      | The Utah Kid                         | 1 episod                                               |
| 1965      | Bob Hope Presents the Chrysler Theatre             | Fitzhugh                             | 1 episod                                               |
| 1965      | Alfred Hitchcock Hour: Thou Still Unravished Bride | Edward Clarke                        | 1 episod                                               |
| 1966      | Shane                                              | Shane                                | 16 episoade                                            |
| 1967      | Cimarron Strip                                     | Gene Gauge                           | Episodul "The Hunted"                                  |
| 1970      | The Name of the Game                               | Jason                                | 1 episod                                               |
| 1971      | Gunsmoke                                           | Clint                                | 1 episod                                               |
| 1971      | Night Gallery                                      | Gideon                               | 1 episod                                               |
| 1968–1971 | Ironside                                           | Frank Carson/Luke Roberts/Pogo Reems | 3 episoade                                             |
| 1972–1975 | Kung Fu                                            | Kwai Chang Caine                     | 63 episode                                             |
| 1975      | The Family Holvak                                  | Craw                                 | 2 episode                                              |
| 1981      | Darkroom                                           | Biker/Hitchhiker                     | 1 episod                                               |
| 1983      | The Fall Guy                                       | Pat Patterson                        | 1 episod                                               |
| 1983      | Faces of Culture (TV Series 1983)                  | narrator (voice only)                | Documentary                                            |
| 1984      | Airwolf                                            | Dr. Robert Winchester                | 1 episod                                               |
| 1984      | Partners in Crime                                  | Hermanski                            | 1 episod                                               |
| 1984      | The Fall Guy                                       | Caretaker                            | 1 episod "October the 31st"                            |
| 1985      | North and South                                    | Justin LaMotte                       | Miniseries                                             |
| 1987      | Night Heat                                         | Theodore Telford                     | 1 episod                                               |
| 1987      | Matlock                                            | Jimmy Legrand                        | 1 episod "The Country Boy"                             |
| 1989      | Matlock                                            | Steve Mazarowski                     | 2 episoade                                             |
| 1990      | The Young Riders                                   | The Buzzard Eater                    | 1 episod                                               |
| 1990      | The Ray Bradbury Theater                           | Spender                              | Episode "And the Moon Be Still as Bright"              |
| 1993–1997 | Kung Fu: The Legend Continues                      | Kwai Chang Caine                     | 88 episoade                                            |
| 1999      | Charmed                                            | Tempus                               | 1 episod                                               |
| 2001      | Queen of Swords                                    | El Serpiente                         | 2 episoade "The Serpent" and "End of Days" (Flashback) |
| 2001      | Lizzie McGuire                                     | Himself                              | 1 episod "Between a Rock and a Bra Place"              |
| 2001      | Jackie Chan Adventures                             | Lo Pei                               | 1 episod "The Warrior Incarnate"                       |
| 2001      | Titus                                              | Bob                                  | 1 episod "Houseboat"                                   |
| 2002      | King of the Hill                                   | Junichiro Hill (voice)               | 2 episoade                                             |
| 2003–2004 | Alias                                              | Conrad                               | 2 episoade                                             |
| 2003–2005 | Wild West Tech                                     | Host                                 | 21 de episoade                                         |
| 2005–2006 | Danny Phantom                                      | Clockwork (voce)                     | 2 episoade                                             |
| 2005–2006 | Medium                                             | Jessica's Brother                    | 1 episod                                               |
| 2007      | In Case of Emergency                               | Guru Danny                           | 1 episod                                               |
| 2008      | Son of the Dragon                                  | Bird                                 | Miniseries                                             |
| 2009      | Mental                                             | Gideon Graham                        | 1 episod                                               |
| 2009      | Celebrity Ghost Stories                            | Himself                              | 1 episod                                               |

### Filme de televiziune
| An   | Titlu                                       | Rol                       |
| ---- | ------------------------------------------- | ------------------------- |
| 1967 | Johnny Belinda                              | Locky                     |
| 1979 | Mr. Horn                                    | Tom Horn                  |
| 1980 | Gauguin the Savage                          | Paul Gauguin              |
| 1980 | High Noon, Part II: The Return of Will Kane | Ben Irons                 |
| 1984 | Jealousy                                    | Bobby Dee                 |
| 1986 | Kung Fu: The Movie                          | Kwai Chang Caine          |
| 1987 | Six Against the Rock                        | Bernard "Bernie" Paul Coy |
| 1988 | I Saw What You Did                          | Stephen                   |
| 1991 | The Gambler Returns: The Luck of the Draw   | Kwai Chang Caine          |
| 1997 | Last Stand at Saber River                   | Duane Kidston             |
| 2001 | Warden of Red Rock                          | Mike Sullivan             |
| 2002 | The Outsider                                | Haines                    |
| 2008 | Kung Fu Killer                              | Crane                     |
| 2010 | Dinocroc vs. Supergator                     | Jason Drake               |